# Romano (duque)
Romano (em latim: Romanus; fl. 498-505) foi um oficial bizantino que atuou no Oriente durante o reinado do imperador Anastácio I Dicoro (r. 491–518). Sua primeira menção se dá em 498, momento em que ocupada a posição de duque da Palestina, quando derrotou os xeiques Ogaro (Hujer) e Gabalas IV (Jabalá IV) e recapturou a ilha de Jotabe, novamente permitindo o acesso dos comerciantes bizantinos. Em 501, ainda como duque, foi incapaz de evitar que Badicarimo (Madicaribe) invadisse a Fenícia, Síria e Palestina.
Possivelmente como conde dos assuntos militares (503/4–505), é novamente mencionado em 503/4 quando estava em Eufratense e foi convocado para juntar-se ao exército de Areobindo Dagalaifo Areobindo durante a Guerra Anastácia. Diz-se que foi um dos comandantes bizantinos na guerra e quando Farasmanes partiu de Edessa em 505, teria assumido seu lugar. Lá, fez caridade aos pobres e deu instruções do que deveria ser fornecido aos godos alojados na cidade. Tempos depois, quando os godos contestaram suas ordens, por pouco conseguiu salvar-se.